# Stazione di Porto Torres Piazza Cristoforo Colombo
La stazione di Porto Torres Piazza Cristoforo Colombo (solitamente abbreviata in Porto Torres P.C.C.) era una fermata ferroviaria al servizio del comune di Porto Torres, ex capolinea della ferrovia per Ozieri-Chilivani, situata nei pressi del porto del centro turritano.

## Storia
Le origini dello scalo risalgono agli anni trenta del Novecento, quando le Ferrovie dello Stato decisero di affiancare allo scalo di Porto Torres Marittima (in uso per il solo servizio merci) una fermata che permettesse di espletare il servizio viaggiatori a breve distanza dagli approdi dei traghetti. Come sede venne scelta l'area compresa tra i vecchi uffici della dogana e la torre costiera, poco dopo la biforcazione delle due diramate che componevano il triangolo d'inversione dell'originaria stazione di Porto Torres.
Il nuovo impianto, che prese il nome della piazza in cui fu realizzato, venne attivato il 22 maggio 1937. Nel dopoguerra la fermata di Porto Torres Piazza Cristoforo Colombo continuò ad essere impiegata per i servizi viaggiatori, ed in particolare fu il capolinea settentrionale del Turritano, il treno espresso che collegò sino agli anni novanta il nord-ovest della Sardegna con Cagliari. Nell'ultimo quarto del secolo l'impianto divenne anche il termine della ferrovia dopo la dismissione dei binari che portavano a Porto Torres Marittima, inoltre negli anni novanta fu smantellata la diramata nord di accesso allo scalo.
Tra la fine del Novecento e i primi anni duemila la fermata restò inutilizzata in più occasioni per alcuni periodi a causa dello stato di instabilità del vicino edificio che ospitava la dogana, coi treni dirottati in quei casi nella vecchia stazione centrale di via Ponte Romano: questo fatto, insieme alla decisione di realizzare una nuova stazione marittima nel porto e alla volontà di riqualificare la piazza Colombo e l'area della torre aragonese, portò alla scelta di arretrare la fermata portuale dinanzi al vecchio scalo merci dell'area ferroviaria di Porto Torres, nell'area in cui il nuovo fabbricato per i servizi all'utenza del porto sarebbe stato poi costruito.
Fu così che venne realizzato un nuovo impianto, battezzato Porto Torres Marittima come l'originario scalo marittimo della città, che venne attivato il 15 aprile 2004: contemporaneamente veniva dismessa la fermata di piazza Cristoforo Colombo, le cui strutture furono smantellate successivamente per consentire i lavori di riqualificazione dell'area.

## Strutture e impianti
La fermata sorgeva nell'area del porto commerciale di Porto Torres ai piedi della torre aragonese, e in origine consisteva in uno scalo passante, divenuto in seguito terminale dopo la dismissione dell'originario scalo portuale di Porto Torres Marittima.
Al momento della chiusura l'impianto era dotato di un singolo binario con annessa banchina, da cui avevano origine due diramate in direzione rispettivamente nord-ovest e sud-ovest, che oltre a collegare lo scalo con l'area delle due stazioni centrali succedutesi nel centro turritano fungevano anche da triangolo di regresso dell'intero complesso ferroviario di Porto Torres, completato dalla linea tra la vecchia e la nuova stazione di Porto Torres. Negli anni sessanta tuttavia i binari presenti nell'area della fermata erano tre (due passanti più un tronchino), sebbene i binari non di corsa fossero in uso per le manovre legate al vecchio scalo di Porto Torres Marittima e per i collegamenti alle varie banchine portuali.

## Movimento
La fermata era servita dai treni espletati dalle Ferrovie dello Stato, e negli ultimi anni di attività da Trenitalia, che la collegavano con i centri raggiunti dalla linea per Chilivani e con la Dorsale Sarda.

## Servizi
La fermata era dotata di una banchina per l'accesso ai treni.

## Interscambi
Sia nel periodo in cui l'impianto era attivo che in quello successivo, la vicina area portuale è sede di fermata delle autolinee urbane e interurbane, gestite rispettivamente da ATP e ARST. Il porto era ed è inoltre collegato da varie relazioni marittime con l'Italia continentale.
- Fermata autobus